# Rally d'Indonesia
Il Rally d'Indonesia è una manifestazione automobilistica che ha fatto parte del mondiale rally nel 1996 e nel 1997, dal 2005 al 2009 è stato inserito nel calendario dell'APRC.

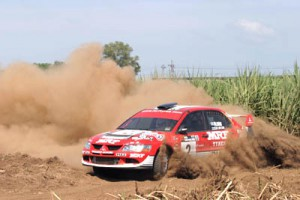
Una Mitsubishi Lancer Evolution nell'edizione del 1997

## Edizioni
| Anno | Evento                                          | Pilota                                    | Co-pilota                                 | Auto                                      | Validità                                  |
| ---- | ----------------------------------------------- | ----------------------------------------- | ----------------------------------------- | ----------------------------------------- | ----------------------------------------- |
| 1986 | 11° Rally Indonesia / Trans Sumatra Rally       | Beng Soeswanto                            | Adiguna Sutowo                            | Ford TX-3                                 | [ 3 ]                                     |
| 1987 | 12° Rally Indonesia                             | John Bosch                                | Kevin Gourmley                            | Audi Quattro                              | [ 3 ]                                     |
| 1988 | 13° Rally Indonesia                             | Beng Soeswanto                            | Adiguna Sutowo                            | Mitsubishi Lancer 1600 GSR                | [ 3 ]                                     |
| 1989 | 14° Rally Indonesia                             | Ross Dunkerton                            | Mej Zainuddin                             | Mitsubishi Galant VR-4                    | [ 3 ]                                     |
| 1990 | 15° Rally Indonesia                             | Kenjiro Shinouzuka                        |                                           | Mitsubishi Galant VR-4                    | [ 3 ]                                     |
| 1991 | 16° Bank Utama Rally Indonesia                  | Ross Dunkerton                            | Fred Gocentas                             | Mitsubishi Galant VR-4                    | [ 3 ]                                     |
| 1992 | 17° Bentoel Rally Indonesia                     | Ross Dunkerton                            | Fred Gocentas                             | Mitsubishi Galant VR-4                    | [ 3 ]                                     |
| 1993 | 18° Bank Utama Rally Indonesia                  | Possum Bourne                             | Rodger Freeth                             | Subaru Legacy                             | [ 3 ]                                     |
| 1994 | 19° Bank Utama Rally Indonesia                  | Kenneth Eriksson                          | Staffan Parmander                         | Mitsubishi Lancer Evolution II            | [ 4 ]                                     |
| 1995 | 20° Bank Utama Rally Indonesia                  | Colin McRae                               |                                           | Subaru Impreza 555                        | [ 4 ]                                     |
| 1996 | 21° Bank Utama Rally Indonesia                  | Carlos Sainz                              | Luis Moya                                 | Ford Escort RS Cosworth                   | Mondiale                                  |
| 1997 | 22° Rally Indonesia                             | Carlos Sainz                              | Luis Moya                                 | Ford Escort WRC                           | Mondiale                                  |
| 2000 | Gudang Garam Rally Indonesia                    | Karamjit Singh                            | Allen Oh                                  | Proton PERT                               | [ 5 ]                                     |
| 2001 | Gudang Garam Rally Indonesia                    | Chandra Alim                              | Prihatim Kasiman                          | Mitsubishi Lancer Evolution VI            | [ 5 ]                                     |
| 2002 | 25th Gudang Garam International Rally Indonesia | Rifat Sungkar                             | Mohamad Herkusuma                         | Mitsubishi Lancer Evolution IV            | [ 5 ]                                     |
| 2003 | 26th Gudang Garam International Rally Indonesia | Rifat Sungkar                             | Karel Hailatu                             | Mitsubishi Lancer Evolution IV            | [ 5 ]                                     |
| 2004 | 27th Gudang Garam International Rally Indonesia | Hery Agung                                | Hade Mboi                                 | Mitsubishi Lancer Evolution VI            | [ 5 ]                                     |
| 2005 | 28° Gudang Garam International Rally Indonesia  | Jussi Välimäki                            | Jarkko Kalliolepo                         | Mitsubishi Lancer Evolution VIII          | APRC                                      |
| 2006 | 29° Gudang Garam International Rally Indonesia  | Toshihiro Arai                            | Tony Sircombe                             | Subaru Impreza WRX N12                    | APRC                                      |
| 2007 | 30° Gudang Garam International Rally Indonesia  | Jussi Välimäki                            | Jarkko Kalliolepo                         | Mitsubishi Lancer Evolution IX            | APRC                                      |
| 2008 | 31° Gudang Garam International Rally Indonesia  | Gaurav Singh Gill                         | Jagder Singh                              | Mitsubishi Lancer Evolution IX            | APRC                                      |
| 2009 | 32° Gudang Garam International Rally Indonesia  | Cody Crocker                              | Ben Atkinson                              | Mitsubishi Lancer Evolution IX            | APRC                                      |
| 2010 | 33° Rally Indonesia                             | L'evento è stato annullato causa maltempo | L'evento è stato annullato causa maltempo | L'evento è stato annullato causa maltempo | L'evento è stato annullato causa maltempo |
| 2013 | Indonesia Rally 2013                            | Rizal Sungkar                             | Endrue Fasa                               | Mitsubishi Lancer Evo X                   | Campionato indonesiano rally              |
| 2014 | Indonesia Rally 2014                            | Subhan Aksa                               | Hade Mboi                                 | Mitsubishi Lancer Evo X                   | Campionato indonesiano rally              |
| 2015 | Indonesia Rally 2015                            | Subhan Aksa                               | Hade Mboi                                 | Mitsubishi Lancer Evo X                   | Campionato indonesiano rally              |
| 2019 | Rally of Indonesia 2019                         | H. Rihan Variza                           | Andi Rendy                                | Mazda 2 AP4                               | APRC Asia Cup                             |